# Meg Turney
Meg Turney (Austin, Texas; 12 de marzo de 1987) es una youtuber, streamer, cosplayer, personalidad de Internet, modelo de glamour y vlogger estadounidense. Ganó relevancia gracias a su trabajo como presentadora, anteriormente en SourceFed y The Know, de Rooster Teeth. También mantiene un canal personal en YouTube donde publica vlogs, vídeos de Let's Play y transmisiones en directo. Además de su trabajo en los medios de comunicación online, Turney también hace cosplays en varias convenciones, como la Comic-Con de San Diego.

## Modelo de cosplay
Gracias a la invitación de un amigo a Ushicon 1, Turney se inició en el cosplay y en las convenciones de anime en 2002. Su primer cosplay de Turney fue el de Sailor Heavy Metal Papillon, del anime Sailor Moon. Desde entonces, Turney ha sido reconocida por sus cosplays y ha sido capaz de generar un número de seguidores lo suficientemente grande como para convertir el cosplay en su carrera a tiempo completo. El diario Vancouver Sun escribió que "Turney es un pilar de Internet. Tiene su propio canal de YouTube y su sitio de fans Patreon es una fuente de ingresos". Cuando empezó a recibir portadas en publicaciones online, los cosplays de Faye Valentine, la Princesa Leia y Psycho de Turney fueron especialmente reconocidos. La notoriedad de Turney como cosplayer la llevó a aparecer en la serie de Syfy Heroes of Cosplay y en un anuncio de Guild Wars 2. Fue anfitriona de un concurso de cosplay en 2013 en SXSW. Turney también fue invitada especial en la edición de 2016 de Fan Expo Vancouver.
Varios medios de comunicación han señalado que sus cosplays son picantes y eróticos. El contenido en línea de Turney incluye principalmente imágenes de sus cosplays y de su trabajo como modelo. Sobre la sexualidad en los cosplays, Turney ha declarado: "Creo que hay un elemento de sexualidad en los cosplays y para algunas personas no hay ninguna sexualidad. Creo que todo depende de cómo se aborde. Creo que eso es cierto para cualquier comunidad". También sostiene que en sus apariciones hay más trabajo que el de mostrar su cuerpo, como el diseño de los trajes. En enero de 2015, Playboy situó a Turney en el número 10 de su lista de "25 estrellas de YouTube más calientes". En abril de 2015, FHM la colocó en el número 20 de su lista anual de "100 mujeres más sexys del mundo".
Al haber trabajado con varios fotógrafos, Turney también tiene experiencia como modelo fuera del cosplay. En junio de 2015, Playboy realizó una sesión de fotos con Turney.
Ejemplos
|                                            |
| Cosplay de Elizabeth de BioShock Infinite. |

|                                  |
| Cosplay de Vav de X-Ray and Vav. |

|                                             |
| Sailor Heavy Metal Papillon de Sailor Moon. |

|                                          |
| Como miembro del Team Rocket de Pokémon. |

## Carrera en Internet

### Inicios de la carrera y SourceFed
Turney registró su canal de YouTube en noviembre de 2009, pero no comenzó a publicar vlogs hasta 2012. Durante los primeros años de su carrera, Turney fue anfitriona de la cobertura de eventos y apareció como anfitriona destacada en el programa TechKnow de CraveOnline. En julio de 2012, Turney se abriría paso como anfitriona de medios de comunicación en línea, haciendo su primera aparición en SourceFed, junto a Steve Zaragoza, en la que ambos hablaron de Star Wars, Comic-Con y cosplaying. Más tarde ese año Turney estuvo junto a Elliott Morgan y Philip DeFranco durante los vídeos de SourceFed para el "Election Hub" de YouTube. En febrero de 2013, Turney y sus copresentadores de SourceFed ganaron un premio Streamy de elección del público por la serie del año. Además de ser copresentadora del canal, Turney también fue escritora del sitio web de SourceFed. Turney seguiría siendo presentadora del canal, así como de su spinoff, hasta abril de 2014, cuando anunció que dejaría SourceFed.
Durante su tiempo con SourceFed, Turney apareció como presentadora de otras series, incluyendo la AMA's On Demand, así como Nerdist News. Además, en agosto de 2013, Turney discutió las representaciones de Hollywood sobre la vida en Marte, junto a Bobak Ferdowsi, Matt Mira y Kevin Lieber.

### Trabajo con Rooster Teeth
Tras dejar SourceFed, Turney fue anunciada como nueva presentadora del canal de noticias de Rooster Teeth, The Know, el 30 de mayo de 2014. Al unirse a Rooster Teeth, Turney afirmó: "Han sido pioneros en la industria durante muchos años, y su nivel de originalidad y simplemente diversión en sus contenidos no tiene parangón en el espacio". El 1 de junio de 2014, Turney hizo su primera aparición en The Know. En julio de 2014, Rooster Teeth distribuyó el vídeo musical de "Did I Say That Out Loud?" de Barenaked Ladies, en el que Turney interpreta a la exasperada novia del personaje de Gavin Free. En agosto de 2014, Turney comenzó a copresentar The Know It All: Leaderboard, una serie de colaboración entre Rooster Teeth y The Daily Dot. Turney también puso voz a Neon Katt en la serie de animación RWBY, y fue presentador habitual de The Patch, el podcast semanal de juegos de Rooster Teeth. El 27 de junio de 2016, Turney anunció que había dejado Rooster Teeth en buenos términos.

### Transmisión en Twitch y juegos
En octubre de 2014, Turney se vio envuelta en una polémica cuando el sitio web de transmisión de vídeos en directo Twitch actualizó sus normas de conducta indicando a los usuarios que no grabaran vídeos en "lencería, trajes de baño, bragas y ropa interior". Algunos sitios web de noticias informaron de que Turney fue la primera usuaria baneada por violar las normas de conducta actualizadas. Turney aclaró en Twitter, declarando: "Queridos todos los que escriben artículos diciendo que fui baneada de Twitch, no lo fui. Nunca me han expulsado. Me dijeron que cambiara mi imagen", y añadió "ya que estamos hablando de este tema, nunca he hecho ninguna 'transmisión sexy'. Nunca he retransmitido desde esa cuenta". Además, Turney también dio su opinión de que la norma no era injusta para las mujeres, sino injusta en general, afirmando: "Si alguien tiene un gran sujetador push-up y una camiseta escotada mientras juega [a League of Legends] o un chico retransmite sin camiseta, ¿a quién le importa?".
En junio de 2016, Turney comenzó a hacer streaming en Twitch. En los años transcurridos desde que dejó SourceFed y Rooster Teeth, Turney ha seguido subiendo comentarios y streams de videojuegos, así como vlogs relacionados con el cosplay en su canal personal de YouTube.
En abril de 2019, Turney firmó con la agencia de talentos Abrams Artists, uniéndose a su lista de juegos. En junio de 2020, Turney se trasladó de Abrams a TalentX Gaming. En octubre de ese año participó en un torneo de Dead by Daylight organizado por Twitch Rivals.

### OnlyFans
En marzo de 2020, cuando se desató buena parte de la pandemia de coronavirus que obligó al aislamiento global, Turney creó una cuenta de OnlyFans para complementar su cuenta de Patreon. En ese momento, Patreon era su lugar principal para la liberación de su trabajo de modelado, mientras que OnlyFans estaba allí principalmente para compartir conjuntos de fotos más antiguos que ya no estaban disponibles en Patreon, pero en octubre de 2020, Turney anunció en su Twitter que estaba moviendo todo su contenido a OnlyFans y que el sitio sería su nuevo centro de contenido principal. Después de lanzar su libro de fotos en topless en su sitio web personal, comenzó a crear contenido boudoir a tiempo completo en su OnlyFans, si bien la mayor parte del contenido son fotografías softcore de tocador.

## Vida personal
Turney ha hablado abiertamente de su bisexualidad con su público. En una entrevista en vídeo con el canal de YouTube VlogBrothers, habló además de ser bisexual, y habló de cómo se burlaron de ella por su orientación sexual. En VidCon 2013, Turney habló durante el panel "Being LGBT on YouTube" de la convención.
Mantiene una relación con el actor y director británico Gavin Free desde 2013. Se casaron en 2024.

### Invasión de domicilio
El 26 de enero de 2018, un hombre armado con una pistola irrumpió en la casa de Turney y Free, rompiendo una ventana para entrar y disparando una ronda mientras lo hacía. Turney y Free se escondieron en un armario y llamaron a la policía. Cuando el hombre no pudo encontrar a la pareja, se marchó, pero se enfrentó a la policía en el exterior. El sospechoso hizo un disparo y la policía devolvió el fuego; cuando los agentes se acercaron al vehículo del sospechoso, lo encontraron muerto. Turney y Free resultaron físicamente ilesos durante el incidente. Se ha estimado que el sospechoso era un fan que había desarrollado una obsesión con Turney, y que intentaba causar daño a Free, contra la que sentía resentimiento. Turney dejó de actualizar su canal de YouTube durante casi medio año tras el incidente, alegando preocupación por su seguridad al compartir su vida con el público.